# 1821-es makói árvíz
Az 1821-es makói árvíz a megáradt Maros kilépése volt a medréből Makón és környékén.

## Előzmények
Makó a Maros szabályozása előtt közvetlenül a folyó mellett terült el. Az 1800-as évektől folyamatosan felvetődött az új, várostól távolabbi meder kialakításának gondolata; a legveszélyesebb szakasznak a makói fapiac és Kiszombor közötti csavaros kanyarulatokat tartották. Vertics József földmérő 1814-ben készített egy szabályozási tervet, de ez Oexel Károly, Kiszombor földesurának ellenállása miatt meghiúsult: a birtokos hallani sem akart földjein történő átmetszésekről. 1815-ben a helyszínre kiküldött Őry Fábián Dániel királyi hajózási mérnök három makói kanyar átvágását javasolta. 1816-ban Vay Miklós királyi biztos vezetésével szakértőkből álló bizottság hajózta be a Marost. A bejárás eredményeképpen ez év novemberében a helytartótanács elrendelte a folyamszabályozási munkálatok elkezdését, de az új meder ásása anyagi fedezet hiányában félbeszakadt. 1820-ban Buday Mihály új szabályozási tervet készített, ennek megvalósításához azonban szintén nem kapott anyagi támogatást a város.
A Teknyőkaparó, Makó környékének ismert jövendőmondója, táltosa többször is megjósolta az elkövetkező pusztulást. Ilyesféléket jövendölt: „Maj' mögláttyák, mögin gyün hamarossan az árvíz. Embört, állatot, fát pusztít.” „Ollyan nagy árvíz gyün ránk, hogy a' Száraz uccán Barna halász harcsát horgász.”

## A víz pusztítása
Oexel Károly makacssága és a kincstár szűkmarkúsága végül megbosszulta magát: 1821-ben minden idők legnagyobb árvize zúdult Makóra és a környező településekre. Az árvizet megelőző két hétben szüntelenül zajlottak a partvédelmi munkálatok; ennek ellenére 1821. július 2-án a folyó elöntötte Apátfalvát és Csanádot, majd a csipkési és a szugolyi erdőnél utat tört magának a város irányába. Ezzel egy időben Kakásnál átszakadt a töltés; a hömpölygő árnak csak kis részét volt képes összegyűjteni a Mikócsai- és a Margitai-ér. Miután megteltek, az ár elmosta a dáli és a margitai hidat, elöntötte a Belsőnyomást és a jángori rétet. Jóllehet a fenti külterületeket elborította a víz, ezen a napon Makó belterülete még nem került víz alá.
A folyó tovább áradt, és július 3-án virradóra átszakítja a szentlőrinci töltésszakaszt. Először a szőlőket önti el, majd pár óra leforgása alatt magát a várost is. Délelőtt 9 órakor már majdnem az egész város víz alatt állt.
Ezután közel egy hétig volt körülzárva a város a Maros által; a szükségben szenvedő, földjeiktől távol ragadt helyiek gondjait Hódmezővásárhely és Szeged lakói által küldött segélycsomagok és adományok enyhítették, amiket hajókon juttattak el Makóra.
A városban és a szőlőkben jelentkező kár meghaladta a 270 000 forintot. A lakóházak
egyharmada megrongálódott vagy összedőlt; a sópajtákban feloldódott 10 600 mázsa só, ami meghaladta a makói sóház körzetéhez tartozó terület fél évi sószükségletét.

## Az árvíz után
1821-es árvíz hatására 4-5 millió szőlőtövet vágtak ki. Helyüket veteményeskertek vették át, amelyekben nagyarányú hagymatermesztés indult meg. Így az árvíz után töredékére zsugorodott a szőlőskertek nagysága, viszont létrejött a világszerte ismert és kedvelt makói vöröshagyma, a város legismertebb nevezetessége.
Az árvíz  lehetőséget teremtett Makó utcáinak, tereinek rendezésére: Kőszeghy László csanádi püspök utasítására Giba Antal földmérő, a városháza tervezője az ár levonultát követően elkészítette a református ótemplom környékének részleges rendezési tervét, Fejérváry Ferenc tervei alapján kiegyesítették a zsidó fertály utcáit, telkeit pedig arányosan kimérték.

## Emlékezete

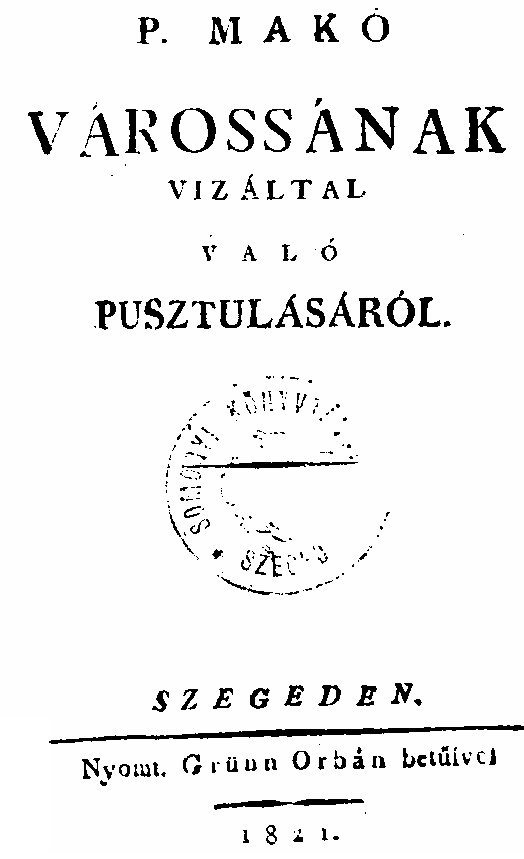
Gilitze művének borítója.

- Gilitze István parasztköltő történetírói pontossággal, a korabeli makói nyelvjárásban örökítette meg az árvíz eseményeit. Még az árvíz évében megjelent Grünn Orbán szegedi tipográfus szedésében, nyolcadrét alakú nyolc lapos könyvecske formájában. A P. Makó várossának víz által való pusztulásáról az első Makóról származó világi mű; dallammal kiegészülve, históriás énekként fennmaradt több mint 130 évvel később is.
- A Csanád vezér tér parkosított részén 1971-ben betonból emlékművet emeltek a két, az 1821-es és az 1970-es árvíz emlékére.[4] A talapzaton egy szabálytalan élére állított betonból készült ötszög áll, egyik oldalán fekete, a másikon fehér márvány emléktáblát helyeztek el. Az emlékművet eltávolították eredeti helyéről, amikor 2000-ben felavatták a téren Szent István lovasszobrát; jelenleg a Makói Kommunális Nonprofit Kft. telephelyének udvarán található.